# Vinkt
Vinkt (vls. Vienkt, hist. Vynckt) – dzielnica (deelgemeente) miasta Deinze w Belgii, w Regionie Flamandzkim, w prowincji Flandria Wschodnia, w okręgu Gandawa. 1 stycznia 2020 roku liczyła 1436 mieszkańców. Do 31 grudnia 1976 samodzielna gmina.

## Demografia
Liczba mieszkańców, stan na 1 stycznia:
| Rok                | 1930 | 1947 | 1961 | 2020 |
| ------------------ | ---- | ---- | ---- | ---- |
| Liczba mieszkańców | 1473 | 1387 | 1368 | 1436 |